# Lautém (Verwaltungsamt)
| \| \| |
|       |

|  |

Lautém (auch: Lautém Moro) ist ein osttimoresisches Verwaltungsamt (portugiesisch Posto Administrativo) in der Gemeinde Lautém. Der Sitz der Verwaltung befindet sich im Suco Parlamento.

## Geographie

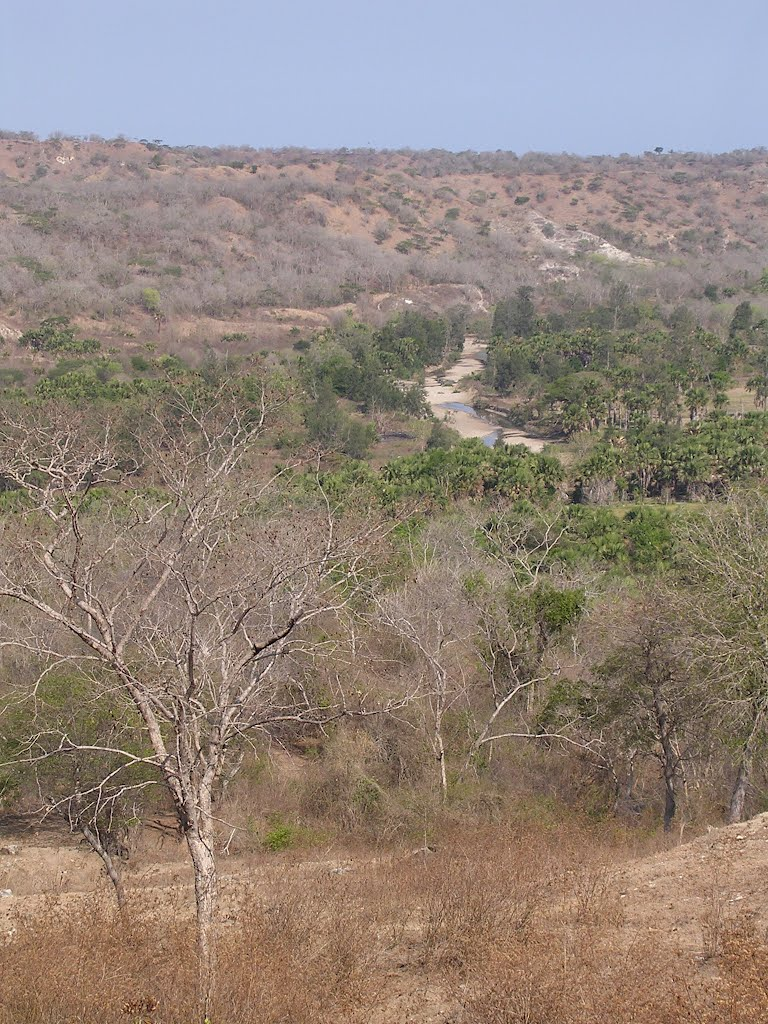
Grüne Palmyrapalmen dominieren das Tal des Raumocos inmitten der vertrockneten Hügeln im Oktober.

Bis 2014 wurden die Verwaltungsämter noch als Subdistrikte bezeichnet.
Lautém liegt an der Nordküste der gleichnamigen Gemeinde an der Bandasee. Im Westen grenzt es an das Verwaltungsamt Laga (Gemeinde Baucau), im Süden an die Verwaltungsämter Luro und Lospalos und im Osten an Tutuala (alle drei Gemeinde Lautém). Das Verwaltungsamt Lautém teilt sich in zehn Sucos: Baduro, Com, Daudere (Daudare), Euquisi (Eukisi), Ililai, Maina I, Maina II, Pairara (mit dem Ort Lautém), Parlamento und Serelau. Vor der Gebietsreform 2015 hatte Lautém eine Fläche von 448,38 km². Nun sind es 454,90 km². Teile vom Verwaltungsamt Luro wurden Lautéms Suco Daudere zugeschlagen.
Der Lalubuilana bildet im Westen den Grenzfluss zu Laga. Die Flüsse Dasidara, Raumoco und Malailada durchqueren das Verwaltungsamt und münden in die Bandasee. Das Kap Ponta Luturo Váti im Osten bildet den nördlichsten Punkt der Insel Timor. Der Suco Com ist Teil des Nationalparks Nino Konis Santana.

Klimadaten
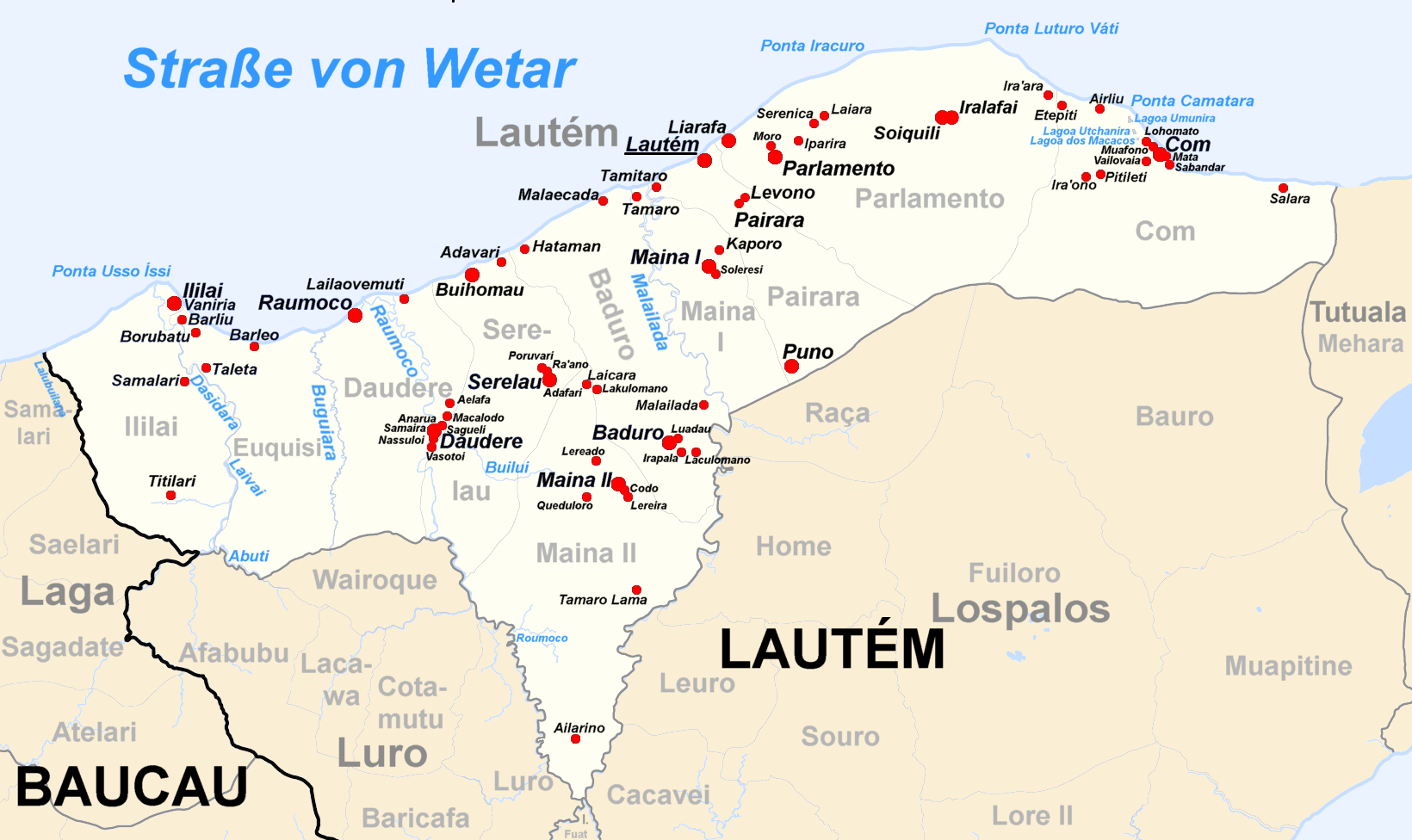
Das Verwaltungsamt Lautém bildet den Norden der gleichnamigen Gemeinde (Karte von vor 2015)
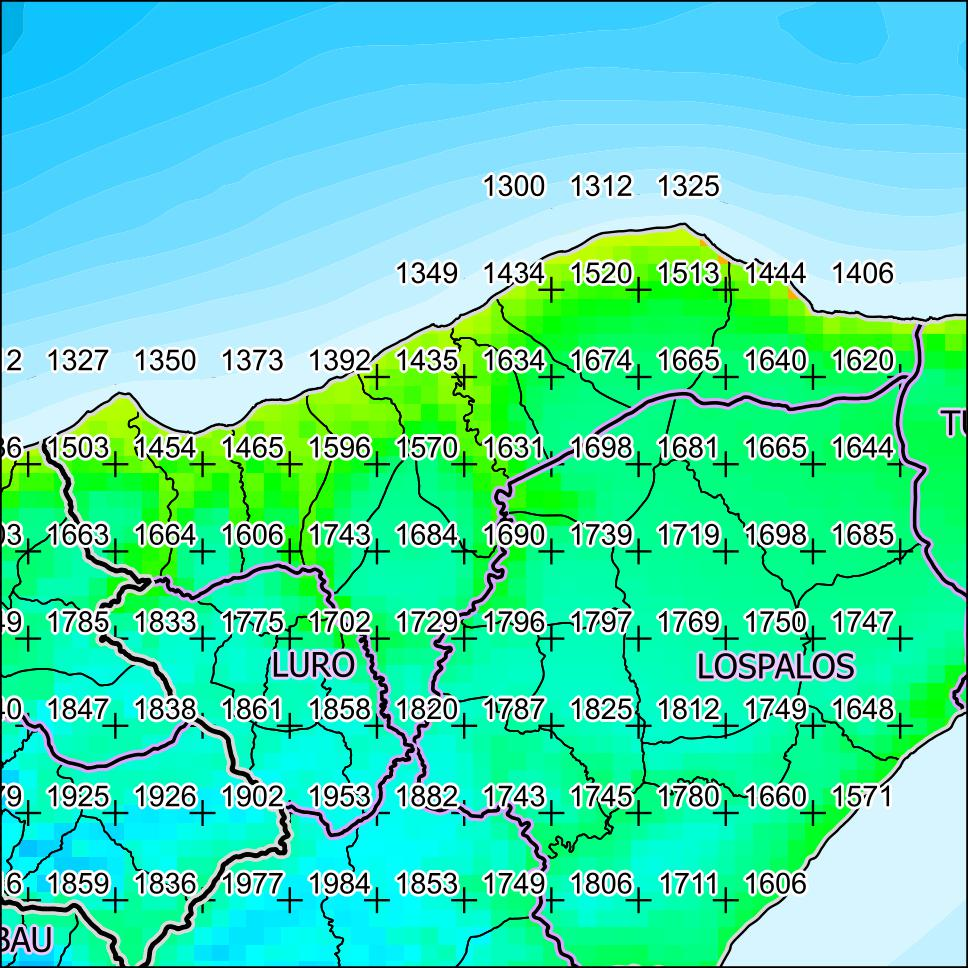
Jährliche Niederschlagsmenge (2000)
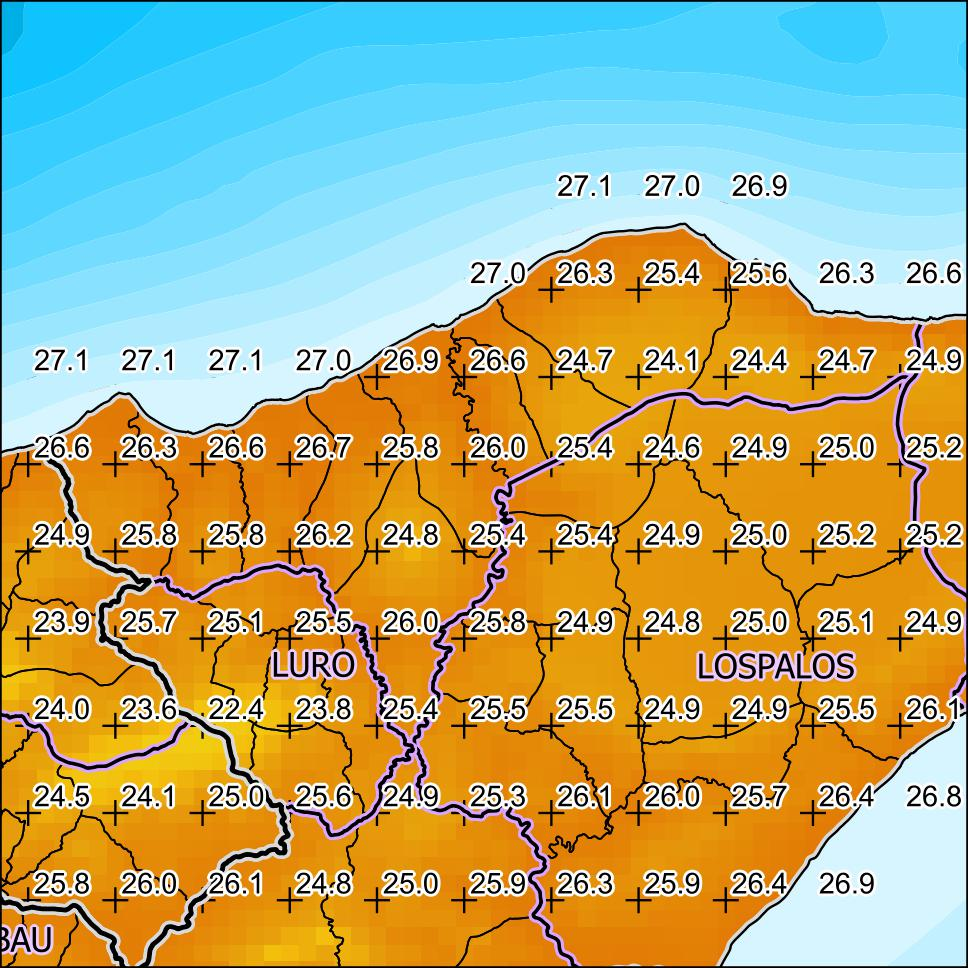
Jahresdurchschnitts-temperatur (2000)
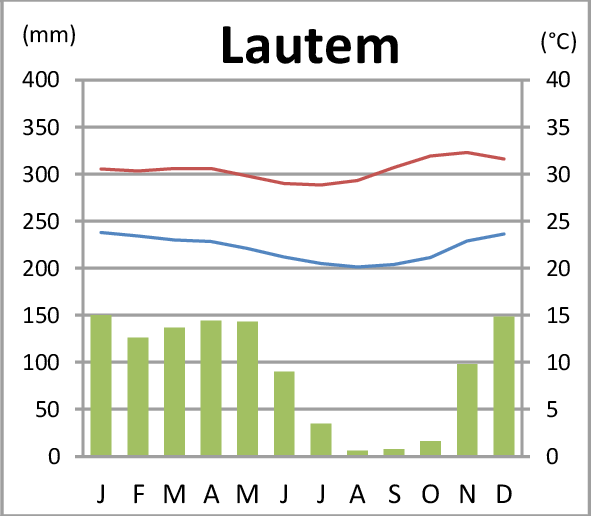
Klimadiagramm von Lautém

## Einwohner
In Lautém leben 17.677 Menschen (2022), davon sind 8.827 Männer und 8.850 Frauen. Im Verwaltungsamt gibt es 3.306 Haushalte. Die größte Sprachgruppe bilden die Sprecher der Nationalsprache Fataluku. In Ililai, im Westen des Verwaltungsamts, wird Makasae gesprochen. Der Altersdurchschnitt beträgt 17,1 Jahre (2010, 2004: 16,4 Jahre).

## Geschichte

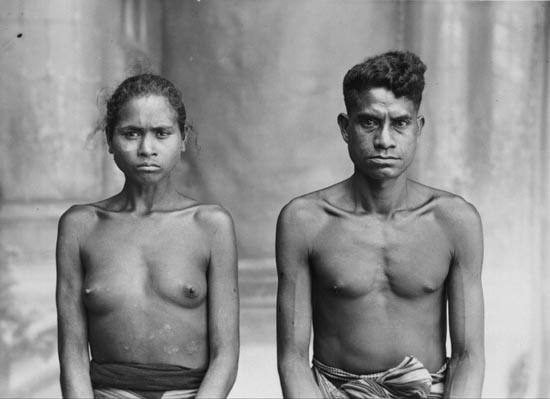
Einwohner von Lautém, Álbum Fontoura, vor 1940

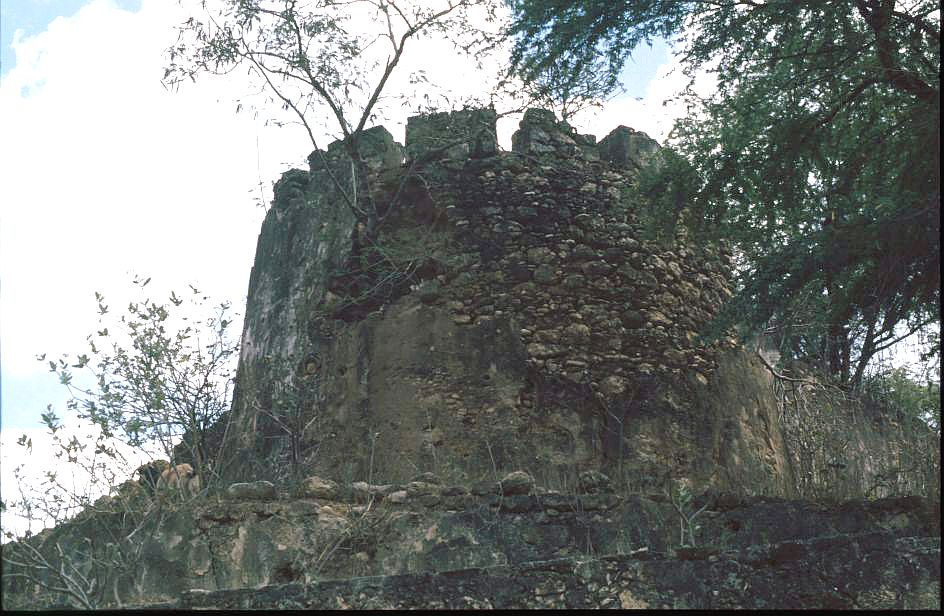
Portugiesisches Fort in Lautém

In der Nähe des Orts Lautém wurden Höhlenzeichnungen gefunden, die einige Tausend Jahre alt sein dürften. Eine genaue Datierung ist noch nicht erfolgt.
2015 entdeckte man beim Bau eines Hauses am Fluss Raumoco in Daudere eine Bronzetrommeln der Dong-Son-Kultur aus dem Gebiet des heutigen Vietnams. Das 80 kg schwere und ungefähr 2000 Jahre alte Artefakt ist eine der am besten erhaltenen von nur etwa 20 Bronzetrommeln, die man in Südostasien entlang der alten Schifffahrtswege fand.
In Com und Parlamento befinden sich Überbleibsel mehrerer Befestigungsanlagen (portugiesisch Tranqueira, fataluku: lata irinu), mit denen die Fataluku früher ihre Siedlungen schützten und die teilweise noch im 19. Jahrhundert bewohnt waren. Beispiele sind Ili Vali beim Dorf Com und Vasino bei Parlamento.
In Malailada befand sich das historische Reich von Sarau, das im Gebiet der heutigen Gemeinde Lautém im 18. und 19. Jahrhundert zu den dominierenden Reichen gehörte. Benachbart war das Reich Faturó. Beide hatten 1867 offiziell ein Bündnis mit dem portugiesischen Gouverneur Francisco Teixeira da Silva (1865–1869) geschlossen, aber ihre Unabhängigkeit weitgehend bewahrt. Gouverneur Rafael Jácome de Andrade (1888–1889) machte dem 1888 mit einem Feldzug gegen Sarau und Faturó ein Ende. Im Verlauf des Feldzuges wurden 70 Dörfer niedergebrannt, eine große Zahl von Büffeln geraubt und viele Menschen entweder gefangen genommen oder sie wurden Opfer der Kopfjagd.
Ein Überbleibsel aus der Kolonialzeit ist eine weiße, portugiesische Residenz aus dem 18. oder 19. Jahrhundert. Sie besteht aus drei Gruppen festungsartiger Gebäude, auf einem Hügel im Ort, die von Gärten mit Brunnen umgeben sind. Daneben stehen auf dem Hügel eine ehemalige Kirche, Gebäude für die Dienerschaft und Baracken. Von hier aus kann man bis zur Bandasee blicken. Umgeben ist das Areal von einer Mauer, in der man noch die Schießscharten für die Kanonen sehen kann. Die südwestlichste Gruppe besteht aus dem Verwaltungsgebäude und den Nebengebäuden; einige Meter nordöstlich befinden sich das Telefonhäuschen und ein langes Gebäude, in dem sich das Sekretariat und die Waffenkammer befanden. Die zweite festungsartige Anlage befindet sich nördlich des Postens mit Blick auf den Ort. Dieses dient inzwischen als Schule. Die dritte Gruppe liegt nördlich der Schule und direkt oberhalb des Strandes. Zu ihr gehören das alte Krankenhaus und das koloniale Gefängnis.

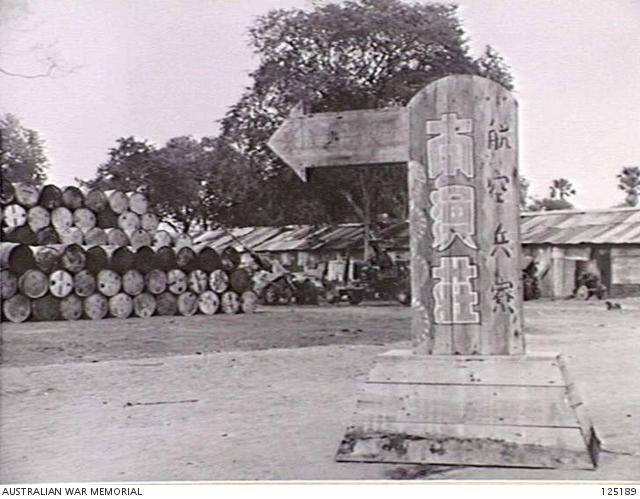
Japanisches Straßenschild in Lautém (1946)

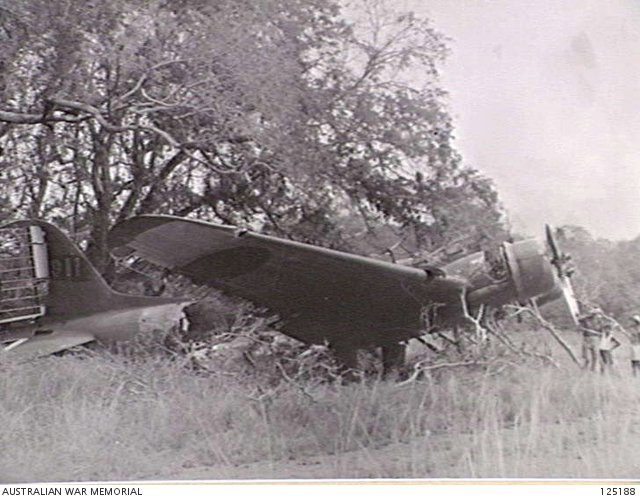
Zerstörtes, japanisches Flugzeug am Flugfeld Lautem West (1946)

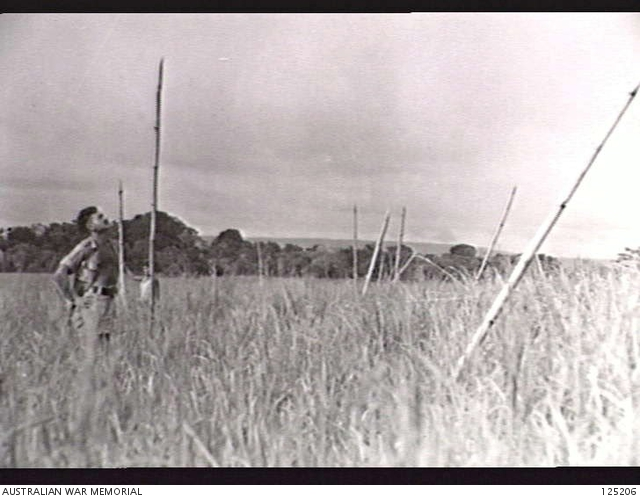
Mit angespitzten Bambusstangen im Boden wollten die Japaner gegnerische Fallschirmjäger abwehren

Auch die japanischen Besatzer, während des Zweiten Weltkriegs, hinterließen in der Residenz ihre Spuren. In dieser Zeit hatte Lautém etwa 500 Einwohner, neben Timoresen auch Portugiesen und Chinesen. Es war ein wichtiger Marktplatz mit einem eigenen Ankerplatz, der vor den Ostmonsun schützt. Von hier aus wurden Tierhäute, Holz, Kopra, Öl, Reis und Mais verschifft. Den größte Teil des Ortes bildeten zehn chinesische Geschäfte und etwa 20 timoresische Häuser. Östlich der Geschäfte gab es eine Reihe von Steinhäusern der portugiesischen Beamten und weiter östlich ein steinernes Zollhaus und einen Friedhof. Auf den Ebenen im Tal lagen ausgedehnte Gemüsegärten. Zu den Hauptprodukten gehörten Mais und Süßkartoffeln.
Am 15. November 1942 landeten Einheiten der 48. japanischen Division am Strand mit Landungsbooten. Die portugiesische Bevölkerung blieb zunächst von Repressalien verschont, doch in der Nacht auf den 16. November warnte ein Dorfvorsteher den Verwalter, dass Männer der Colunas Negras auf dem Weg nach Lautém seien und drohten alle Portugiesen dort zu töten. Der Verwalter und seine Frau trauten dem Rat und folgten dem Vorsteher in seinen 15 Kilometer entfernten Suco, das an Luro grenzte. Dort wurden die beiden Europäer gefesselt, gefoltert und grausam ermordet. Auch die drei Deportados Antonio Teixeira, Mário Goncalves und Raul Monteiro wurden umgebracht. Nach dem was bekannt ist, hatten sich in diesem Fall weder die Japaner, noch andere Gruppen beteiligt. Es soll schlicht ein Racheakt dieser Timoresen für aus ihrer Sicht begangenes Unrecht gewesen sein.
Die japanischen Truppen in Lautém gehörten zur sogenannten „East Area Force“, die aus dem 1. und 2. Bataillon des 2. formosanischen Infanterieregiments und dem 4. Bataillon der 48. Division bestand. 1943 befand sich das Hauptquartier der „East Area Force“ fünf Kilometer außerhalb von Lautém, mit Oberst Toru Tanaka als Kommandeur. Bis zu 25.000 japanische Soldaten waren hier zeitweise stationiert. In der Gegend mussten etwa 500 Einheimische der benachbarten Inseln Moa, Lakor, Leti und Kisar für die Japaner vor allem Mais anbauen. Auch Trostfrauen aus Kisar, Java und Sulawesi lebten in Lautém. Sie wurden auch Opfer der alliierten Luftangriffe. Die japanischen Schiffe Wakatsu Maru und Genmei Maru wurden in der Nähe von Lautém versenkt. An Bord sollen sich 700 Frauen befunden haben, die auf Timor zur Prostitution in den Armeebordellen gezwungen werden sollten.
In Baduro bauten die Japaner ab September 1942 ein Flugfeld, das den Namen „Lautem West“ erhielt. Im Februar 1943 war die Landebahn mit über 1200 Metern Länge fertiggestellt. Bis Juni 1943 konnte die Existenz des Flugfelds vor dem Feind geheim gehalten werden. Die Flugzeuge wurden unter den angrenzenden Bäumen versteckt. Von Lautem West aus wurden Einsätze bis nach Darwin geflogen, so am 20., 22., 28. und 30. Juni 1943. Neben der japanischen Luftwaffe benutzten auch Marineflieger den Stützpunkt.
Nach der Entdeckung des Flugfeldes wurde es immer wieder von alliierten Bombern angegriffen, bis es schließlich Mitte 1944 unbrauchbar war. Die Japaner zogen ab dem 16. Juli 1944 Gräben durch die Landebahnen, damit sie nicht durch die Alliierten benutzt werden könnte. Nach dem Krieg wurde die Landebahn wieder hergestellt und portugiesische und indonesische Militärs nutzen das Flugfeld noch bis in die 1980er Jahre.
An der Küste bauten im April 1944 die Japaner Verteidigungsanlagen auf. Reste von Bunkern findet man an der Küste östlich vom Ort Lautém und in Euquisi.
Am 7. Februar 1944 bombardierten 14 B-24 der australischen Luftwaffe die Japaner im Ort Lautém.
Nach der Unabhängigkeitserklärung Osttimors 1975 begann Indonesien mit einer großangelegten Invasion in das Nachbarland. Bis Oktober 1976 war auch der Ort Lautém und die Verbindungsstraße Richtung Lospalos unter indonesischer Kontrolle, doch erst 1977 wurde Osttimor auch in der Fläche besetzt. Im selben Jahr ergaben sich auch die Einwohner von Com dem indonesischen Bataillon 512. Sie wurden sofort am Strand für eine Woche interniert und dann nach Parlameno deportiert, wo sie mit anderen internierten Zivilisten aus dem gesamten damaligen Distrikt Lautém zusammengelegt wurden. Keiner der 2000 Gefangenen durfte sich vom Lager mehr als 100 Meter entfernen, eine Versorgung mit Lebensmittel durch die Streitkräfte Indonesiens erfolgte nicht. Täglich starben zwei bis fünf Menschen. Nur wenn ein indonesisches Kriegsschiff im Hafen von Lautém anlegte, erhielten einige Internierte zwei Dosen Reis pro Tag für ihre Arbeit beim Entladen des Schiffes.
Bei der indonesischen Operation Donner 1999 wurden alle öffentlichen Einrichtungen zerstört. Am 25. September 1999 ermordeten Mitglieder der pro-indonesischen Miliz Team Alfa unter Führung von Joni Marques bei der Straße von Lautém nach Baucau, am Fluss Malailada, neun Personen. Unter den Opfern waren zwei Nonnen, drei Pater und der indonesische Journalist Agus Muliawan.

## Politik

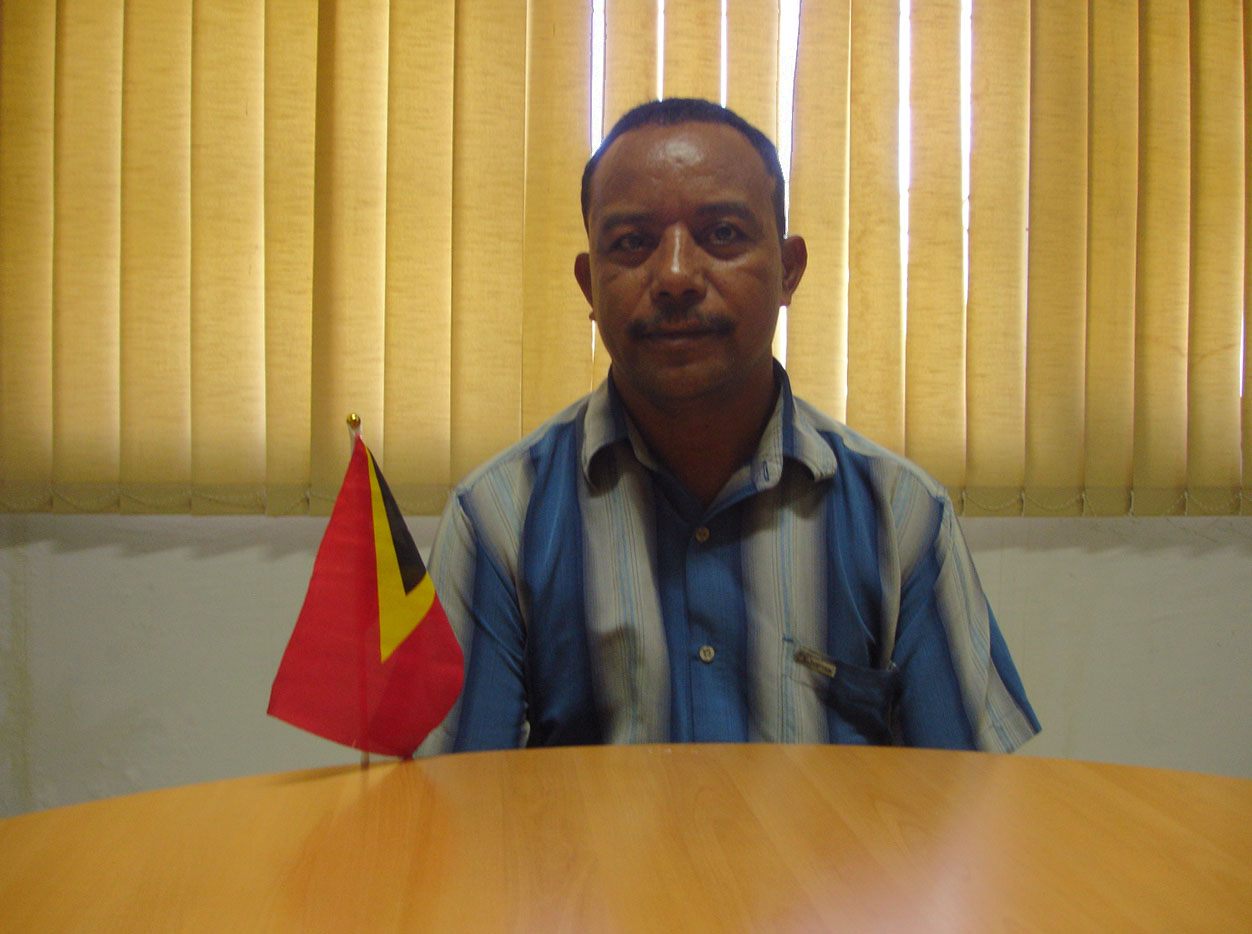
Administrator Mateus Pinto (2013)

Der Administrator des Verwaltungsamts wird von der Zentralregierung in Dili ernannt. 2015 war dies Mateus Pinto und 2016 Francisco dos Santos.
In der indonesischen Besatzungszeit war Edmundo de Conceição Silva bereits in den 1970er Jahren Chef (Camat) des damaligen Subdistrikts.

## Wirtschaft
50 % der Haushalte in Lautém bauen Mais an, 43 % Kokosnüsse, 40 % Maniok, ebenso viele Gemüse und 9 % Reis.
2025 entdeckte Estrella Resources ein reiches Manganvorkommen im Verwaltungsamt Lautém.